# Charles Sowa
Charles Sowa, né le 17 avril 1933 à Schifflange et mort le 7 juillet 2013, était un marcheur et entraîneur luxembourgeois. Il a participé aux Jeux olympiques d'été de 1964, 1968 et 1972. Son fils est Marc Sowa.